# Weggefährten – Begegnungen im 25. Jahr der DDR
Weggefährten – Begegnungen im 25. Jahr der DDR ist ein Dokumentarfilm des DEFA-Studios für Kurzfilme, der unter der Gesamtleitung von Rolf Schnabel, im Jahr 1974 anlässlich des 25-jährigen Bestehens der DDR entstand.

## Handlung
Der Film beginnt mit einer Rundreise durch die DDR, um in kurzen Sequenzen zu zeigen, was in den vergangenen 25 Jahren geschaffen wurde, darunter einige Ausschnitte aus dem Leben der DDR-Bevölkerung. Der Film soll aber auch daran erinnern, wie alles begann. Deshalb folgt ein Rückblick mit der DEFA-Wochenschau Der Augenzeuge vom Oktober 1949, in der von der Wahl Wilhelm Piecks zum ersten Präsidenten der DDR berichtet wird. Während eines Besuchs des Generalsekretärs der KPdSU Leonid Breschnew in der DDR betonte der Generalsekretär des ZK der SED Erich Honecker, dass der Sieg der Roten Armee über den Hitlerfaschismus die Grundlage war, um in diesem Teil Deutschlands ein neues Leben zu beginnen. Mit mehreren historischen Filmaufnahmen wird an die Zeit nach dem Zweiten Weltkrieg und auch an den Aufstand vom 17. Juni 1953 erinnert. Der Bau der Berliner Mauer am 13. August 1961 und die Befeng der Innerdeutschen Grenze trugen zur weiteren Stabilisierung der noch jungen DDR bei. Immer wieder werden die Erfolge der DDR erwähnt und vor allen Dingen die unverbrüchliche Freundschaft zur Sowjetunion.
Ein Abschnitt dieses Films beschäftigte sich mit dem Wohnungsbau in der Hauptstadt der DDR Berlin. Hier wird als Beispiel die Brigade Ralf Tischendorf gezeigt, deren Chef bereits seit 1946 im Berliner Bauwesen beschäftigt ist und mehrfach als Aktivist, sowie 1974 mit dem Karl-Marx-Orden ausgezeichnet wurde. Gemeinsam mit anderen Werktätigen aus der gesamten DDR wollen sie in der Hauptstadt das Wohnungsproblem bis zum Jahr 1990 lösen. In einem Interview erzählt er, dass der Zustand der Stadt nach dem Krieg für ihn den Ausschlag gab, Bauarbeiter zu werden. Zu dieser Zeit waren die Trümmerfrauen noch eine starke Unterstützung auf dem Bau, was alte Filmaufnahmen bewiesen. Im Jahr 1950 kamen dann Warschauer Maurer, um den deutschen Kollegen zu zeigen, wie man besser und schneller mauern kann. Im Jahr 1974 weilten sowjetische Bauarbeiter aus Moskau in Berlin, um gemeinsam voneinander zu lernen.
Auf dem VIII. Parteitag der SED 1971 bedankte sich Erich Honecker bei allen Bürgern der DDR für die erbrachten Leistungen zur Verbesserung der Lebensverhältnisse in diesem Land. Er betonte auch, dass alle Bemühungen des Staates dem Wohl der arbeitenden Menschen dienen. Es folgte im Februar 1974 ein Besuch im Chemiefaserkombinat Wilhelm Pieck in Schwarza, bei dem eine Facharbeiterin, eine Meisterin und die Generaldirektorin vorgestellt wurden, die sich zu diesem Thema äußerten, während Erich Honecker das Werk besuchte und mit dem sie auch ins Gespräch kamen. Bei dieser Gelegenheit wurde dem Betrieb der Karl-Marx-Orden überreicht, die höchste Auszeichnung, die der Staat zu vergeben hat.
Der nächste Beitrag würde in einer Leipziger Gießerei gedreht. Hier ging es darum, durch den Plan zur Verbesserung der Arbeits- und Lebensbedingungen, die körperlichen Anstrengungen und die Lärmbelästigung zu verhindern. Ein Kollege erzählte, dass er nach neun Jahren Krieg und Kriegsgefangenschaft wieder in der Gießerei angefangen hat zu arbeiten. Erst war er enttäuscht, dass im Betrieb, technisch gesehen, immer noch die alten Zustände herrschten, was sich aber innerhalb der letzten 25 Jahre stark verbessert hat. Das konnte nur erreicht werden, da endlich die Einheit der Arbeiterklasse geschaffen wurde, wofür den verantwortlichen Genossen zu danken ist.
Die Revolution auf den Dörfern überholte in den letzten 25 Jahren Jahrhunderte. Der scheinbar unüberwindliche Unterschied zwischen Stadt und Land wurde überwunden. Gezeigt wird eine scheinbar sumpfige Landschaft im Bezirk Schwerin, die über Jahrhunderte hindurch wenig ertragreich war. Ein ehemaliger Einzelbauer und Vorsitzender der ersten Landwirtschaftlichen Produktionsgenossenschaft (LPG) in diesem Gebiet erzählt, wie es immer weiter mit der kollektiven Landwirtschaft aufwärts ging und sich auch im Laufe der Zeit die höheren Erträge einstellten.
Zum besseren Leben auf dem Dorf gehört auch der Schulbus, der aus kleineren Orten die Kinder in eine große, moderne Schule fährt. Der Direktor einer Polytechnischen Oberschule (POS) erzählt aus seinen Erinnerungen, wie er Lehrer wurde. Noch am Tag seiner Rückkehr aus der Kriegsgefangenschaft 1946 wurde er vom Bürgermeister seines Dorfes gefragt, ob er nicht Lehrer werden wolle. Er nahm an einer Ausbildung teil und kam als Neulehrer zurück. Die Schule befand sich in dem Haus, in dem er auch wohnte. In den ersten Jahren war es noch eine einklassige Schule, die später in eine zweiklassige Schule erweitert wurde. 1967 kam er als Lehrer an eine POS, an der er heute als Direktor arbeitet. Es folgen Filmaufnahmen, die die Erfolge des sozialistischen Bildungssystems darstellen. Es fehlt aber auch nicht der Hinweis, dass die Fortschritte nur durch das Zusammenwirken aller Kräfte in der Nationalen Front und der Volkskammer ermöglicht wurden. Die Bilanz ist eine 25-jährige Friedensperiode und ein Wohlstand, der sich sehen lassen kann.
Der nächste Beitrag widmet sich den Kommunalwahlen in der DDR 1974, bei denen sich über 200 000 Bürger zur Wahl stellten. Gezeigt wird eine der jüngsten Kreistagsabgeordneten bei der Arbeit und bei ihrer Tätigkeit als Abgeordnete. Eine andere junge Frau ist Mitglied einer Brigade, deren Durchschnittsalter kaum höher liegt. Sie ist, mit mehreren jungen Frauen, für die Steuerung einer Kaltwalzanlage im Eisenhüttenkombinat Ost verantwortlich. Dabei gibt es auch überraschende Bekanntschaften. Eine ältere Kollegin erzählt, dass sie bereits seit 22 Jahren hier arbeitet, das heißt, seit dem Beginn des Aufbaus des Betriebes und der dazugehörigen neuen Stadt. Der Bau des Werkes war eine wichtige Entscheidung für die Wirtschaft der DDR, da hier an der Oder mit polnischer Kohle und sowjetischem Erz für die junge Republik Stahl produziert wird. Obwohl die Kollegin gemeinsam mit zwei anderen Frauen eine schwere und schmutzige Arbeit zu verrichten hat, kommen keine bösen Worte über ihre Lippen. Mit einem Lied, gesungen vom Singeklub der Technischen Universität Dresden, gelingt der Übergang zur Großbaustelle Deuna. Hier arbeitet ein parteiloser Brigadeleiter, Träger des Ordens Banner der Arbeit, mit seinen Kollegen. Die Baustelle liegt im Eichsfeld, das früher als Armenhaus bekannt war. Heute entsteht hier eine Zementfabrik, deren Produkt für den Wohnungsbau dringend benötigt wird.
Mit Filmaufnahmen von den 10. Weltfestspielen der Jugend und Studenten 1973 in Berlin, wird noch einmal ausdrücklich auf die Solidarität mit den fortschrittlichen Menschen auf dieser Welt hingewiesen. Besonders trifft das auf das vietnamesische und chilenische Volk zu. Mit Bildern aus dem Leben und Wirken der DDR-Bevölkerung und den Errungenschaften, endet der Film so, wie er begonnen hat.

## Produktion und Veröffentlichung
Der Film wurde als Farbfilm mit mehreren Schwarzweißfilm-Sequenzen von der Künstlerischen Arbeitsgruppe „Profil“ des DEFA-Studios für Kurzfilme unter den Arbeitstiteln 25 Jahre DDR und Begegnungen im 25. Jahr der DDR hergestellt. Die festliche Uraufführung fand in Anwesenheit von Mitgliedern des Politbüros der SED und der Regierung der DDR, sowie weiteren Persönlichkeiten der in der Nationalen Front vereinten Parteien und Massenorganisationen am 26. September 1974 im Berliner Kino International statt.

## Kritik
Im Neuen Deutschland meinte Horst Knietzsch:

„Man sieht in diesem Film nicht ohne Bewegung Dokumente vom schweren Anfang, Szenen vom Oktober 1949, als Wilhelm Pieck zum ersten Präsidenten gewählt wurde, vom Fackelzug der Jugend, Bilder davon, wie mit bloßen Händen Fundamente gelegt wurden, auch wenn sich für viele vor 25 Jahren die großen Wahrheiten nicht einmal in den Umrissen abzeichneten. Diese Fakten gewinnen an Gewicht, wenn sie mit Bildern heutigen Lebens konfrontiert werden.“

Die Kritik von Me. in der Neuen Zeit behauptet:

„‚Erreicht der Film auch nicht in allen Phasen solche Kraft der Aussage, so gibt er doch eine faktenreiche und viele Aspekte berührende Darstellung des an Problemen und Konflikten keineswegs armen Weges, den wir zurückgelegt haben, macht er deutlich, wie vieles zum Wohle des Menschen durch den Menschen verändert wurde.“

Das Lexikon des internationalen Films schreibt, dass es sich bei dem Film um eine weitgehend redundante Auftragsproduktion handelt.

## Auszeichnungen
- 1975: Kunstpreis des FDGB